# Rizospilia
Rizospilia  este un oraș în Grecia în prefectura Arcadia.